# Igor Markin
Igor Nikołajewicz Markin (ros. Игорь Николаевич Маркин; ur. 1967 w Moskwie) – rosyjski przedsiębiorca i kolekcjoner sztuki, właściciel Muzeum Sztuki Aktualnej Art4.ru.

## Życiorys
Urodził się w rodzinie ekonomistki i inżyniera budowlańca. Po ukończeniu Moskiewskiego Instytutu Łączności w 1992 roku pracował jako inżynier radiowiec w Instytucie Naukowo-Badawczym Radia, ale po upływie kilku miesięcy porzucił tę pracę i zajął się handlem. Z początku sprzedawał lodówki i pralki, potem zaczął handlować żaluzjami. Znalazł producentów w Polsce, gdzie rozpoczął współpracę z Maciejem Pawłowskim, właścicielem warszawskiej firmy „Dormax-Blinds”. W 1993 roku razem z przyjacielem Konstantinem Prokofjewem (ros. Константин Прокофьев) założył własną firmę, którą nazwano PROMA, co znaczy „Prokofiew i Markin”. Wybudował trzy zakłady przemysłowe do produkcji żaluzji, został współzałożycielem i jednym z trzech współwłaścicieli firmy „Proplex” (ros. Проплекс), która obecnie kontroluje ponad 10% rynku systemów zaciemnień wnętrz i zajmuje trzecie miejsce w Rosji pod względem udziału w produkcji wyrobów z plastiku dla okien. Majątek Markina szacowany jest na 60 mln dolarów.
W 2007 Markin otworzył Muzeum Sztuki Aktualnej Art4.ru, jedyne prywatne muzeum w Moskwie. Według rosyjskiego czasopisma „Artchronika” Markin należy do 50 najbardziej wpływowych ludzi w rosyjskim świecie sztuki.

## Życie prywatne
Był trzykrotnie żonaty, ma dwójkę dzieci.